# Gregory Yong Sooi Ngean
Gregory Yong Sooi Ngean (chinesisch 楊瑞元, Pinyin Yáng Ruìyuán) (* 20. Mai 1925 in Batu Gajah, Perak, Malaysia; † 28. Juni 2008 in Jurong, Singapur) war ein malaysischer Geistlicher und römisch-katholischer Erzbischof von Singapur.

## Leben
Gregory Yong Sooi Ngean trat 1941 in das Priesterseminar ein und empfing 1951 die Priesterweihe für das Bistum Penang. Er war anschließend an der Kirche der Geburt der seligen Jungfrau Maria in Singapur (Church of the Nativity of the Blessed Virgin Mary) tätig. Von 1953 bis 1956 studierte er an der Päpstlichen Universität Gregoriana in Rom, wo er auch in Kirchenrecht promoviert wurde. Zunächst war er als Assistent in der Pfarrgemeinde Heiligstes Herzen in Singapur (Church of the Sacred Heart) tätig, ab 1957 lehrte er am Priesterseminar in Singapur.
Am 9. April 1968 wurde er von Papst Paul VI. zum Bischof von Penang ernannt. Die Bischofsweihe spendete ihm der Erzbischof von Malacca-Singapur, Michel Olçomendy, am 1. Juli desselben Jahres; Mitkonsekratoren waren Michel Kien Samophithak, Erzbischof von Thare und Nonseng, und Dominic Vendargon, Bischof von Kuala Lumpur.
Am 3. Februar 1977 ernannte ihn Papst Paul VI. zum Erzbischof des Erzbistums Singapur. Die Amtseinführung fand am 2. April desselben Jahres statt. Seinem altersbedingten Rücktrittsgesuch gab Papst Johannes Paul II. am 14. Oktober 2000 statt.